# Meridianville
Meridianville statisztikai település az USA Alabama államában, Madison megyében. Lakosainak száma 8209 fő (2020. április 1.).

## Népesség
A település népességének változása:

| 2010 | 6 021 |
| 2020 | 8 209 |